# Midnight Sun (álbum)
Midnight Sun é o quinto álbum de estúdio da cantora sueca Zara Larsson. Previsto para ser lançado em 26 de setembro de 2025, através da Sommer House e Epic Records. O álbum é caracterizado pelo foco em temas pessoais, como ambição, identidade e autorreflexão.
Inspirado pela atmosfera do verão sueco, o projeto de dez faixas mistura produção pop refinada com composições introspectivas. Larsson trabalhou em estreita colaboração com vários colaboradores no álbum, incluindo o seu parceiro de longa data MNEK, bem como os produtores Margo XS, Zhone e Helena Gao. O álbum foi precedido pelos singles "Pretty Ugly" e "Midnight Sun", e será apoiado pela Midnight Sun Tour, que está programada para começar na Europa em outubro de 2025.

## Antecedentes e desenvolvimento
O projeto de 10 faixas vê Larsson assumindo total controle criativo sobre sua produção, trabalhando em estreita colaboração com o seu amigo e colaborador de longa data MNEK, bem como com os produtores Margo XS, Zhone e a compositora Helena Gao. Segundo Larsson, o álbum se inspira no verão sueco e tem como objetivo evocar a atmosfera de uma noite que nunca termina. Em uma mensagem aos fãs, ela expressou que Midnight Sun reflete sua identidade como artista, descrevendo-o como seu trabalho mais pessoal até hoje.
| “ | Ao pensar neste álbum, pensei: 'O que eu quero dizer? O que eu quero que isso seja?'. Tenho muito orgulho da minha herança pop sueca, então quis escrever sobre um verão sueco onde o sol nunca se põe. Eu queria que o álbum inteiro parecesse uma noite de verão sem fim. E não importa se é dezembro: a noite de verão estará lá para você. Ela está esperando por você, ela voltará para você, e você voltará para ela. | ” |

Larsson descreveu-o como seu trabalho mais pessoal até hoje, moldado por anos de reflexão e desenvolvimento artístico. Durante o período de quatro anos entre So Good (2017) e Poster Girl (2021), ela gravou e acabou descartando várias versões do álbum, citando a pressão para entregar um sucesso comercial forte. "Devo ter gravado uns cinco álbuns nesses quatro anos, e pensei: 'Não, não, não, não é bom o suficiente. Vamos começar de novo'", disse ela, refletindo sobre o processo criativo. O título Midnight Sun foi escolhido logo no início e revisitado diversas vezes, com Larsson escrevendo várias músicas com o mesmo nome antes de finalizar o conceito.

## Composição

### Temas e conceito
Midnight Sun mistura produção pop refinada com letras introspectivas, aproveitando as experiências de Larsson com ambição, dúvida e crescimento pessoal.

### Estrutura musical e conteúdo lírico
A faixa-título, "Midnight Sun", se inspira nas noites de verão na Suécia, onde o sol mal se põe e a atmosfera parece atemporal. Larsson descreveu a música como essencial para definir o tom do álbum, misturando uma sensação de liberdade com profundidade emocional. A faixa captura temas de clareza, presença e despreocupação paradoxal, que ela resumiu como: "Eu não dou a mínima, mas eu me importo muito, e eu espero, eu rezo e eu manifesto". A faixa "Ambition" reflete esses temas, abordando a pressão interna e a comparação. Larsson descreveu a ambição como "uma bênção e uma maldição", influenciando o tom emocional do álbum. O conceito de "midnight sun" serve como um elo simbólico com suas raízes suecas e sua identidade em evolução.

## Promoção

### Singles
O primeiro single do álbum, "Pretty Ugly", foi lançado em 25 de abril de 2025. A faixa com influências eletrônicas foi acompanhada por um videoclipe dirigido por Charlotte Rutherford, apresentando sequências coreografadas em um campo aberto que mergulham no caos quando a chuva começa a cair. A faixa-título, "Midnight Sun", foi lançada como segundo single do álbum em 13 de junho de 2025.

### Turnê
Para promover o álbum, Larsson embarcará na Midnight Sun Tour, começando pela Europa em outubro, com apresentações em arenas nas principais cidades, incluindo Londres, Amsterdã e Estocolmo. Ela também será atração de abertura nos shows da etapa norte-americana de agosto a setembro na Miss Possessive Tour da cantora canadense Tate McRae e também abrirá os shows da banda americana OneRepublic nas datas de 2026 na Austrália e Nova Zelândia.

## Alinhamento de faixas
| Midnight Sun — Edição padrão |                  |                                                       |               |         |  |
| N.º                          | Título           | Compositor(es)                                        | Produtor(es)  | Duração |  |
| 1.                           | "Midnight Sun"   | Zara Larsson Uzoechi Emenike Helena Gao Margo Wildman | Margo XS MNEK | 3:11    |  |
| 2.                           | Sem título (ASA) |                                                       |               |         |  |
| 3.                           | "Pretty Ugly"    | Larsson Emenike Gao Wildman                           | Margo XS MNEK | 2:39    |  |
| 4.                           | Sem título (ASA) |                                                       |               |         |  |
| 5.                           | "Crush"          |                                                       |               | 2:57    |  |
| 6.                           | Sem título (ASA) |                                                       |               |         |  |
| 7.                           | Sem título (ASA) |                                                       |               |         |  |
| 8.                           | Sem título (ASA) |                                                       |               |         |  |
| 9.                           | Sem título (ASA) |                                                       |               |         |  |
| 10.                          | Sem título (ASA) |                                                       |               |         |  |

## Histórico de lançamento
| Região | Data                   | Formato                             | Versão | Gravadora         | Ref.                 |
| ------ | ---------------------- | ----------------------------------- | ------ | ----------------- | -------------------- |
| Várias | 26 de setembro de 2025 | CD download digital streaming vinil | Padrão | Sommer House Epic | [ 22 ] [ 20 ] [ 23 ] |